# إليشا إيفرت لوت
إليشا إيفرت لوت هو سياسي أمريكي، ولد في 1820، وتوفي في 1864. انتخب عضو مجلس نواب تكساس ‏ وانتخب عضو مجلس ولاية تكساس ‏.